# Linda McCartney

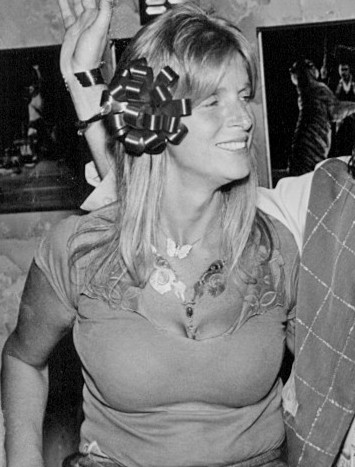
Linda McCartney, 1976

Linda Louise McCartney, geborene Eastman, verheiratete McCartney ab 1969, bekannt auch als Linda Eastman (* 24. September 1941 in New York, NY; † 17. April 1998 in Tucson, Arizona), war eine US-amerikanische Fotografin, Musikerin und Buchautorin. Sie war die erste Ehefrau von „Beatle“ Paul McCartney.

## Leben
Linda Eastman wuchs in einer wohlhabenden New Yorker Familie auf. Ihr Vater, Lee Eastman, betrieb zusammen mit seinem Bruder eine Anwaltskanzlei. Ihre Mandanten kamen vorwiegend aus der Musikszene und den bildenden Künsten. Die Familie mütterlicherseits stammte aus Cleveland und besaß dort mehrere Kaufhäuser.
Nach der High School und dem Unfalltod ihrer Mutter 1962, beim Absturz des American-Airlines-Fluges 1, zog Linda Eastman nach Arizona. Dort begann sie ein Studium in Kunst und Geschichte, brach es aber bald wieder ab. Sie heiratete den Geologen John Melvin See Jr. und brachte am 31. Dezember 1962 ihre erste Tochter Heather Louise zur Welt. 1965 erfolgte die Scheidung. Durch eine Freundin wurde Eastmans Interesse am Fotografieren geweckt.
Ende 1965 zog Eastman zurück nach New York. Sie nahm eine Stelle als Empfangsdame bei der Zeitung Town and Country an. Da die Zeitschrift einmal die Band The Rolling Stones auf ihrem Cover abgebildet hatte, wurde die Zeitung vom Management der Band zum Presseempfang anlässlich der Vorstellung des neuen Albums eingeladen. Weil Eastman als Empfangsdame u. a. die Aufgabe hatte, alle eingehenden Briefe ohne namentlich aufgeführten Empfänger zu öffnen, fielen ihr die Einladung und der Presseausweis in die Hände. Sie steckte beides ein und nahm diesen Termin wahr. Da kein Hotel die Rolling Stones zu diesem Ereignis beherbergen wollte, hatte die Band ein Schiff gemietet. Das erwies sich allerdings als zu klein, um die Menge an Reportern und Fotografen aufzunehmen. Deswegen entschieden die Verantwortlichen, dass die Fotografen an Land zu bleiben hatten. Eastman schaffte es durch ihre Hartnäckigkeit und die Fürsprache von Mick Jagger, auf das Boot zu kommen. Das sollte ihr Durchbruch als Fotografin werden: Ihre Bilder, darunter Porträts von Aretha Franklin, Grace Slick, Jimi Hendrix, Bob Dylan, Janis Joplin, Eric Clapton, Simon & Garfunkel, The Who, The Doors, The Animals, John Lennon und Neil Young sowie Mick Jagger und Keith Richards waren schon bald sehr begehrt. Eastman gab ihre Arbeit als Empfangsdame auf und wurde freie Fotografin.

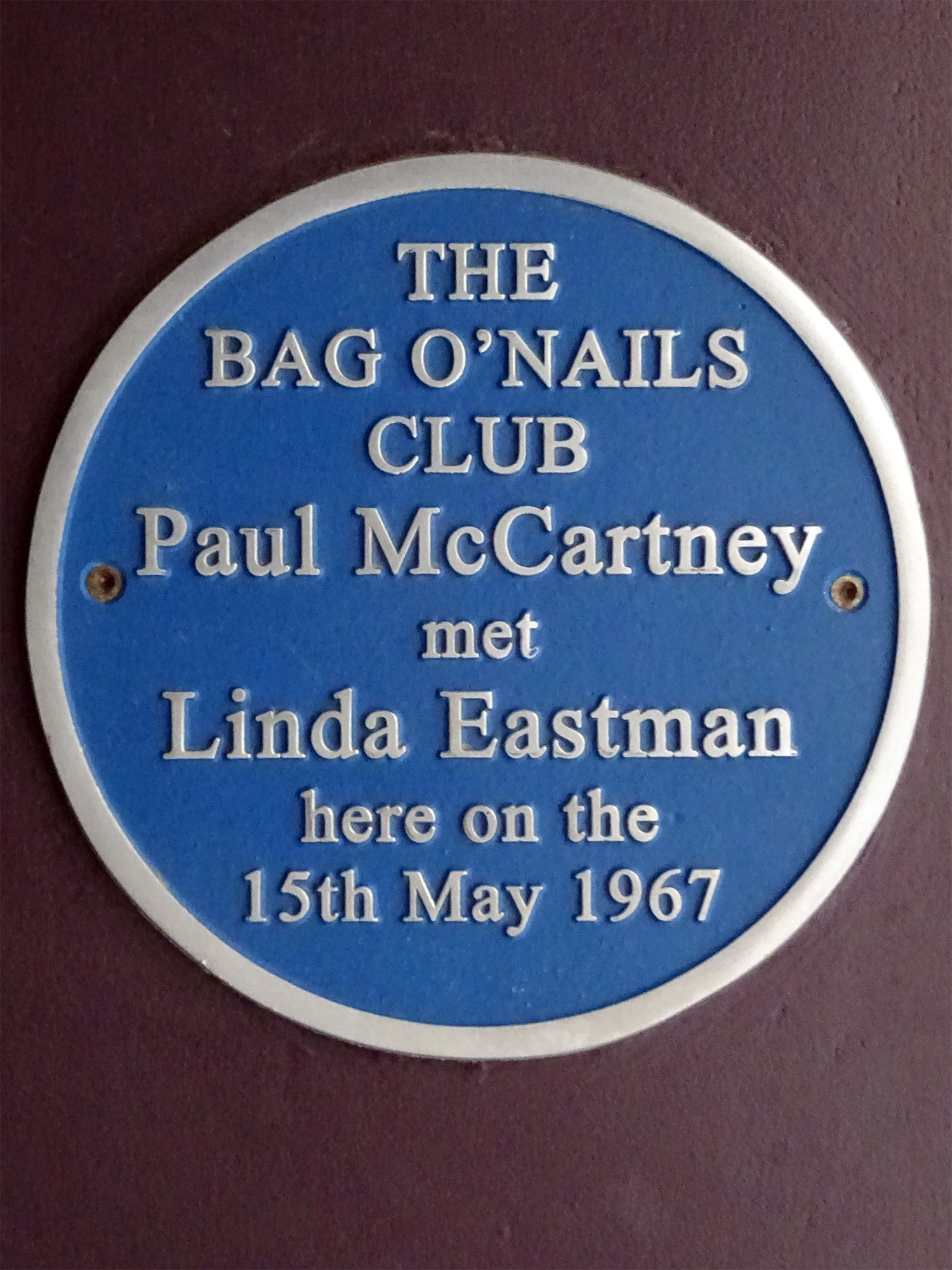
Gedenktafel

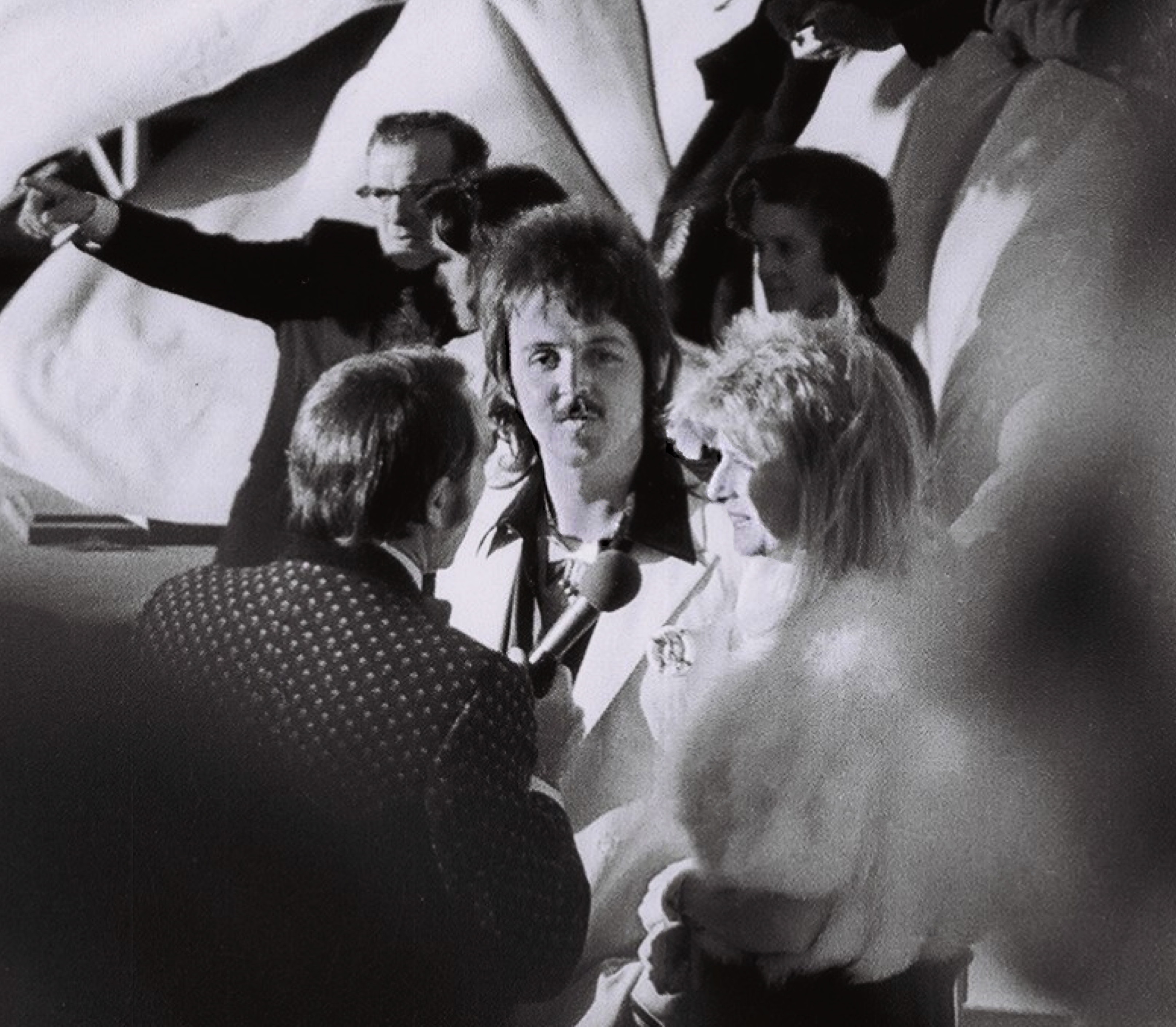
Linda mit Paul McCartney, 1973

Linda Eastman traf Paul McCartney erstmals am 15. Mai 1967 im Londoner Szene-Club „Bag o’ Nails“. Eastman hielt sich dort mit den Animals auf. Vier Tage später, am 19. Mai 1967 bei einem Pressetermin für das Sgt.-Pepper-Album in London, trafen die beiden sich zum zweiten Mal, und Eastman hatte zum ersten Mal die Gelegenheit, Paul McCartney zu fotografieren. McCartney und Eastman heirateten am 12. März 1969 in London im Standesamt in der Town Hall von Marylebone. Aus der Ehe stammen drei gemeinsame Kinder: Mary (* 1969), Stella (* 1971) und James (* 1977). Heather – aus Lindas erster Ehe – wurde von Paul McCartney adoptiert. Linda McCartney und ihr Bruder, der Rechtsanwalt John L. Eastman (* um 1939; † 2022), der Freund, Ratgeber und später auch Verleger seines Schwagers Paul McCartney wurde, nahmen auch an Besprechungen der Beatles teil, fotografisch festgehalten durch Linda McCartney und Maureen Starkey, etwa 1969 im Londoner Apple-Büro (mit ihr, Paul McCartney, John Lennon, Yoko Ono, Allen Klein, Ringo Starr und seiner Frau Maureen Starkey sowie dem Rechtsanwalt der Beatles, Peter Howard).
Durch ein Schlüsselerlebnis wurden Linda und Paul McCartney Vegetarier: Eigenen Berichten zufolge verzehrte das naturliebende Paar auf ihrer von 1969 bis 1973 von ihnen bewirtschafteten Schaffarm in Schottland gerade Lammfleisch, während sich ein kleines Lamm ins Haus verirrte. „Iss niemals etwas, das ein Gesicht hat!“ wurde zum Slogan der McCartneys. Linda McCartney brachte mehrere Rezeptbücher zum Kochen vegetarischer Gerichte heraus. Sie gründete ein Unternehmen für vegetarische Fertigprodukte und setzte sich vehement für den Tierschutz ein. 1998 gründete Linda McCartney das Linda McCartney Foods Pro Cycling Team, ein professionelles Radsportteam, dessen Athleten sich vegetarisch ernährten.
Linda McCartney schränkte das Fotografieren ein und begann sich mehr mit der Musik zu beschäftigen. So steuerte sie am 4. Januar 1970 den Hintergrundgesang zu dem Beatles-Lied Let It Be und zu Paul McCartneys erstem Soloalbum McCartney (April 1970) bei, dessen Cover ein von Linda McCartney in Antigua 1969 aufgenommenes Kirschen-Foto zeigt. Auf dem folgenden McCartney-Album Ram (Mai 1971) wurde Linda McCartney als gleichberechtigte Co-Interpretin und als Co-Komponistin bei sechs der zwölf Lieder des Albums aufgeführt. Dieselbe Rolle nahm sie bei der Produktion des Titelsongs Live and Let Die des gleichnamigen James-Bond-Films ein.

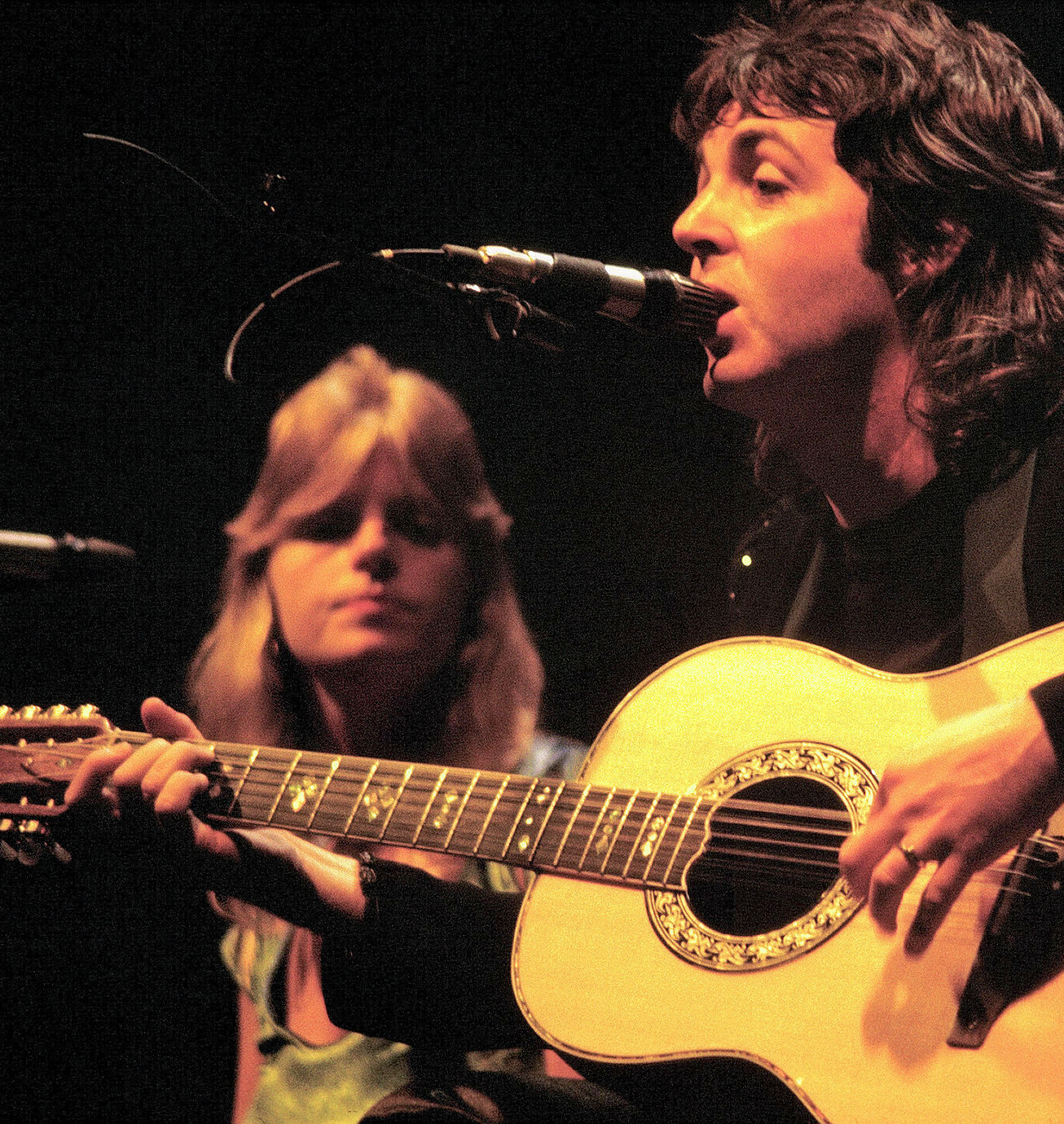
Linda und Paul McCartney, 1976

Zusammen mit Paul McCartney gründete sie im August 1971 die Band Wings, in der sie Keyboard spielte, sang, das Publikum mit Klatschen und Schellenring anfeuerte und bei den ersten drei Alben auch mitkomponierte.
1976/1977 kreierte Linda McCartney für die Single Seaside Woman (mit Linda McCartneys gleichnamiger Komposition) den Bandnamen Suzy and the Red Stripes.

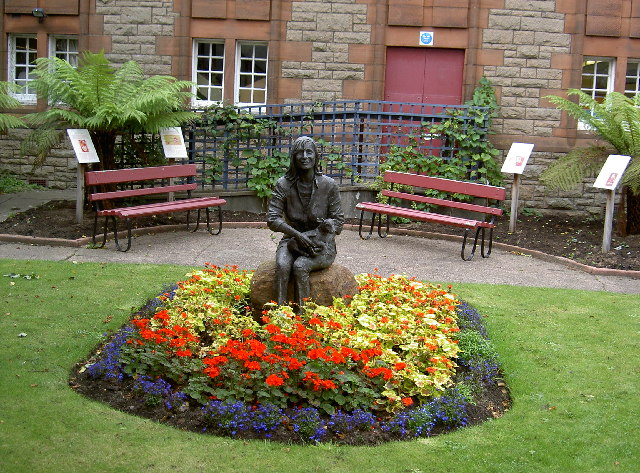
Linda McCartney Memorial Garden und Linda McCartney als Bronzestatue in Campbeltown, Schottland

Nach der Auflösung der Wings im April 1981 fungierte Linda McCartney bis 1997 als Gastmusikerin bei den Alben ihres Ehemannes, weiterhin war sie zwischen September 1989 und Dezember 1993 Mitglied der Liveband von Paul McCartney. Linda McCartneys einziges Soloalbum Wide Prairie wurde postum im November 1998 veröffentlicht. Die letzten Aufnahmen für das Album erfolgten am 20. März 1998. Die unter anderem in Sussex lebende Familie McCartney flog nach den Aufnahmen zu ihrer Ranch in Tucson (Arizona) in den USA, wo Linda McCartney am 17. April 1998 im Alter von 56 Jahren an Brustkrebs starb. Zu ihrer Gedenkfeier ließ Paul McCartney den 1976 von Linda McCartney inspirierten Song Warm and Beautiful von einem Streichquartett spielen.
Der Asteroid (7169) Linda wurde 1998 nach ihr benannt.

## Sonstiges
Nachdem Linda und Paul McCartney bereits in der Folge Lisa als Vegetarierin (1995) in einer größeren Rolle der Fernsehserie Die Simpsons mitgewirkt hatten, widmeten die Simpsons-Macher ihr postum eine Episode (Die sich im Dreck wälzen, 1998). Elizabeth Mitchell verkörperte im Jahr 2000 Linda McCartney im Fernsehfilm Die Linda McCartney Story (The Linda McCartney Story).

## Ausstellungen
- 2009: Die Sixties – Porträt einer Ära. Fotografien von Linda McCartney. Jüdisches Museum Westfalen, Dorsten[13]
- 2013: Linda McCartney. KUNST HAUS WIEN, Wien
- 2020: Fotografin unter Musikern. Linda McCartney – The Sixties and more. Ludwiggalerie Schloss Oberhausen

## Bücher

### Fotobücher
- 1976: Linda’s Pictures
- 1982: Photographs
- 1989: Linda McCartney’s Sun Prints
- 1992: Linda McCartney’s Sixties: Portrait of an Era
- 1991: Linda McCartney’s Main Courses
- 1996: Roadworks
- 1999: Wide Open
- 2001: Light from Within: Photojournals
- 2011: Life in Photographs, herausgegeben von Annie Leibovitz, Martin Harrison und Allison Castle; Verlag Taschen, Köln 2011, ISBN 978-3-8365-2728-6.

### Kochbücher
- 1989: Linda McCartney’s Home Cooking
- 1991: Linda’s Light Lunches
- 1995: Linda’s Kitchen
- 1997: Linda’s Summer Kitchen
- 1997: Linda’s Winter Kitchen
- 1998: Linda McCartney’s On Tour: Over 200 Meat-Free Dishes from Around the World
- 1998: Linda’s Rezepte: Einfache und raffinierte Rezepte für fleischlose Mahlzeiten
- 2001: Linda’s Kitchen
- 2001: Linda McCartney’s World of Vegetarian Cooking

## Diskografie

### Alben
- 1971: Ram (Paul & Linda McCartney, US: Platin)
- 1998: Wide Prairie

### Alben mit Wings
- 1971: Wild Life
- 1973: Red Rose Speedway
- 1973: Band on the Run
- 1975: Venus and Mars
- 1976: Wings at the Speed of Sound
- 1976: Wings over America (Live)
- 1978: London Town
- 1979: Back to the Egg
- 2024: One Hand Clapping

### Alben als Gastmusikerin bei Paul McCartney
- 1970: McCartney
- 1980: McCartney II
- 1982: Tug of War
- 1983: Pipes of Peace
- 1984: Give My Regards to Broad Street
- 1986: Press to Play
- 1989: Flowers in the Dirt
- 1990: Tripping the Live Fantastic
- 1990: Tripping the Live Fantastic – Highlights!
- 1991: Unplugged (The Official Bootleg)
- 1993: Off the Ground
- 1993: Paul Is Live
- 1997: Flaming Pie

### Alben als Gastmusikerin beiDenny Laine
- 1977: Holly Days
- 1980: Japanese Tears

### Alben als Gastmusikerin bei Michael McCartney (Mike McGear)
- 1974: McGear

### Singles
- 1977: Seaside Woman / B-Side to Seaside (als Suzy and the Red Stripes = Linda McCartney & Wings, USA # 59)
- 1986: Seaside Woman (Remix) / B-Side to Seaside (Remix)
- 1986: Seaside Woman (Long Remix) / B-Side to Seaside (Long Remix) 12”
- 1998: Wide Prairie / Cow
- 1998: Wide Prairie / Cow / Love’s Full Glory (CD)
- 1999: The Light Comes from Within / I Got Up
- 1999: The Light Comes from Within / I Got Up / Seaside Woman (CD)

### Singles mit Paul McCartney
- 1971: Another Day (Miturheber)[16]
- 1971: Uncle Albert / Admiral Halsey (US: Gold)
- 1971: The Back Seat of My Car
- 1971: Eat at Home